# Jean Bobet
Pour les articles homonymes, voir Bobet.

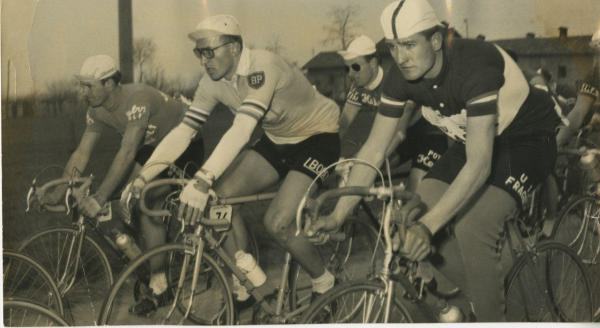
Course de Milan-Sanremo 1956 - Joseph Planckaert accompagné de Jean Bobet

Jean Bobet, né le 22 février 1930 à Saint-Méen-le-Grand et mort le 27 juillet 2022 à Lorient,, est un coureur cycliste français. Sa reconversion s’est faite dans le journalisme sportif. Il a aussi publié des livres consacrés au sport cycliste.
Il est le frère cadet de Louison Bobet.

## Biographie

### Carrière cycliste
Cycliste moins doué que son frère, il remporte néanmoins plusieurs courses dont Paris-Nice en 1955, Gênes-Nice en 1956, le Circuit du Morbihan en 1953 et il termine troisième de Milan-San Remo en 1955.
Jean Bobet est à l'origine de la création de l'association loi de 1901 qu'est l'Union des Cyclistes Professionnels Français (UCPF), officiellement créée le 27 février 1957. Cette association est l'ébauche du premier syndicat cycliste et il en devient le secrétaire général, son frère Louison en étant le président. Son retrait de la compétition met cette association en sommeil,. Jean Bobet est considéré comme un fondateur de l'Union nationale des cyclistes professionnels, le syndicat qui prend la suite de cette association.

### Journaliste sportif et écrivain
Ancien champion du monde universitaire de cyclisme, Jean Bobet prend la plume et le micro de journaliste, une fois sa carrière de coureur cycliste terminée. Dans le domaine de l'audiovisuel, il collabore à l'émission de la Télévision française Cinq colonnes à la une, puis il est chef du service des sports de Radio-Luxembourg. Pour la presse écrite, il collabore à L'Équipe jusqu'en 1962, puis au Monde. Il livre aussi durant quelque temps des articles à Miroir du cyclisme.
Son activité journalistique se double très tôt d'un travail d'écrivain, principalement sur le cyclisme. Il écrit d'abord des ouvrages de techniques cyclistes et des chroniques sur le sport cycliste. Il s'oriente ensuite vers l'histoire de son sport. En ce domaine, l'opus Le vélo à l'heure allemande renouvelle les études sur le sport pendant l'Occupation. 
Jean Bobet meurt le 27 juillet 2022,, sa femme Madeleine quelques jours plus tard.

## Palmarès

### Palmarès amateur
| - 1949 - Champion du monde universitaire sur route - Champion du monde universitaire de poursuite par équipes - 1950 - Champion du monde universitaire sur route | - 1951 - Circuit de la vallée de la Loire - Tour de l'Orne : - Classement général - 1re étape - Lannion-Rennes |  |

### Palmarès professionnel
| - 1952 - 3e du Tour de l'Ouest - 4e du Grand Prix des Nations - 1953 - Grand Prix d'Europe - Circuit du Morbihan - 6e du Grand Prix des Nations - 7e de Paris-Côte d'Azur - 1955 - Paris-Nice : - Classement général - 1re étape - 3e de Milan-San Remo - 8e du Critérium du Dauphiné libéré | - 1956 - Gênes-Nice - 1957 - 2e du Grand Prix de Saint-Raphaël - 3e du Grand Prix Stan Ockers - 5e de la Flèche wallonne - 10e de Paris-Nice - 1958 - 3e du Grand Prix de Monaco |  |

## Résultats sur les grands tours

### Tour de France
2 participations
- 1955 : 14e
- 1957 : 15e

### Tour d'Italie
3 participations
- 1953 : abandon
- 1957 : 25e
- 1958 : abandon (11e étape)

### Tour d'Espagne
1 participation
- 1956 : abandon (16e étape)

## Ouvrages de Jean Bobet
- En selle (avec Louison Bobet et Claude Le Bert), éditions Points et Contrepoints, 1955;
- Louison Bobet, une vélobiographie, Éditions La Table Ronde, 1958 ;
- Le cyclisme, collection Encyclopédie par l'image, Hachette, Paris, 1960 ;
- Champions (avec Roger Frankeur), La Table Ronde, Paris, 1962;
- La course en tête (avecA.F. Creff), La Table Ronde, 1966;
- Cyclisme de plaisance, éditions Prosport, 1980;
- Rennes au temps des vélodromes, éditions Cristel, 2001;
- Lapize, celui-là était un « as », Éditions La Table Ronde, Paris, 2003.  (ISBN 2-7103-2573-X) ;
- Demain on roule…, La Table Ronde, 2004;
- Le vélo à l'heure allemande, La Table Ronde, Paris, 2007.  (ISBN 978-2-7103-2983-1);
- À vélo & ailleurs, éditions le Pas d'oiseau, Toulouse, 2009.  (ISBN 978-2-917971-05-5).

### Prix littéraire
- Grand prix de la littérature sportive 2003, pour Lapize, celui-là était un « as ».